# Plectranthias fourmanoiri
Plectranthias fourmanoiri är en fiskart som beskrevs av Randall, 1980. Plectranthias fourmanoiri ingår i släktet Plectranthias och familjen havsabborrfiskar. Inga underarter finns listade i Catalogue of Life.